# 谷川翔
谷川翔（1999年2月15日—），日本體操運動員，2018年、2019年全日本競技體操錦標賽男子個人全能冠軍。

## 經歷
出身於千葉縣船橋市。其受到哥哥谷川航的影響小學一年級開使學習體操。在2013年全國中學校競技體操選手資格大會中獲得冠軍。2016年獲得全日本青年體操競技選手權大會個人優勝。
2018年獲得全日本競技體操錦標賽男子個人全能冠軍。
2019年獲得全日本競技體操錦標賽男子個人全能冠軍。
曾出演NHK時代劇「柳生十兵衛七番勝負 最後の闘い」（2007年播出）。

## 得獎紀錄

### 2013年
- 全國中學校競技體操選手資格大會 第一名

### 2016年
- 全日本青年體操競技選手權大會個人 第一名

### 2018年
- 全日本競技體操錦標賽男子個人全能 冠軍

### 2019年
- 全日本競技體操錦標賽男子個人全能 冠軍

## 外部連結
- 谷川翔（页面存档备份，存于）在國際體操總會的頁面（英文）
- 谷川翔在體操NIPPON的頁面（日語）
- 谷川翔在TEAM JAPAN的頁面